# Thanh lương trà châu Âu
Sorbus aucuparia là loài thực vật có hoa trong họ Hoa hồng. Loài này được Carl von Linné miêu tả khoa học đầu tiên năm 1753.

## Hình ảnh

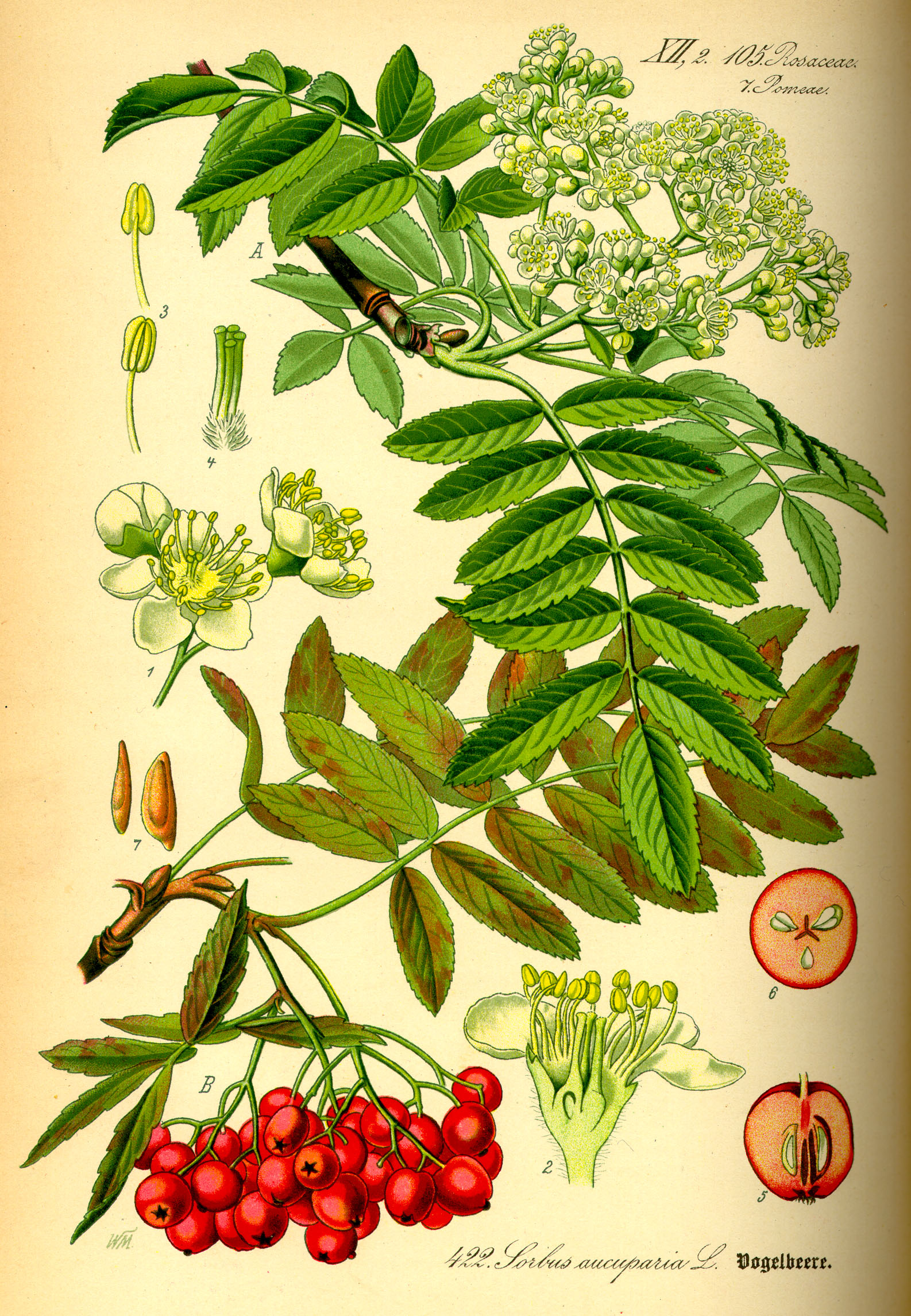
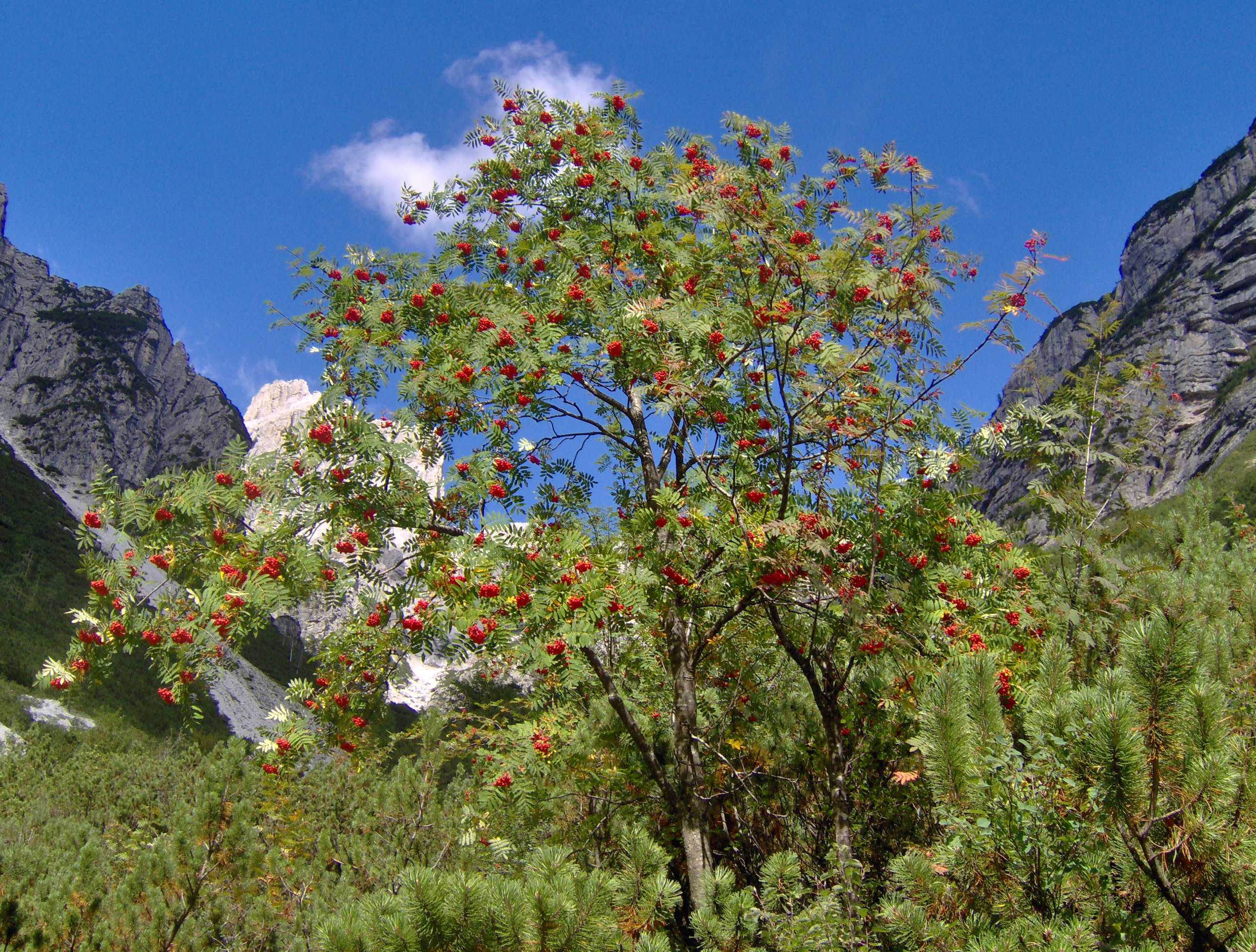
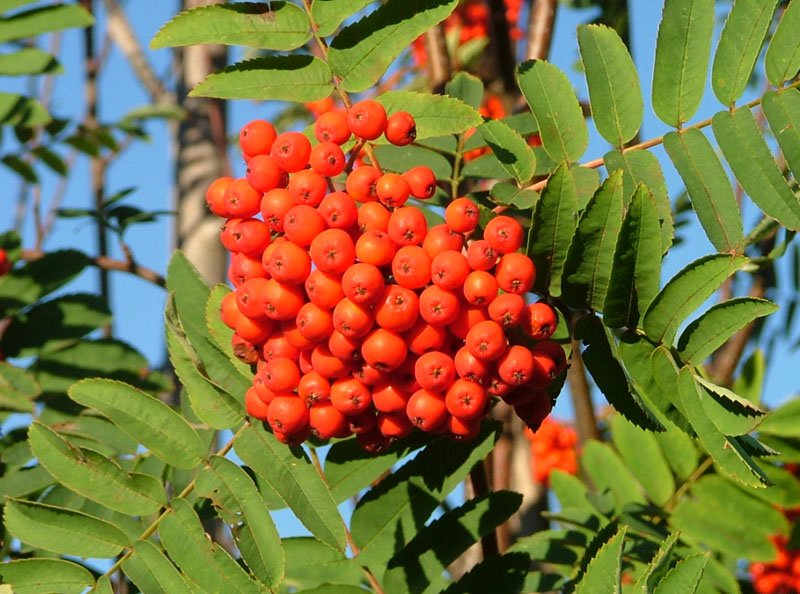
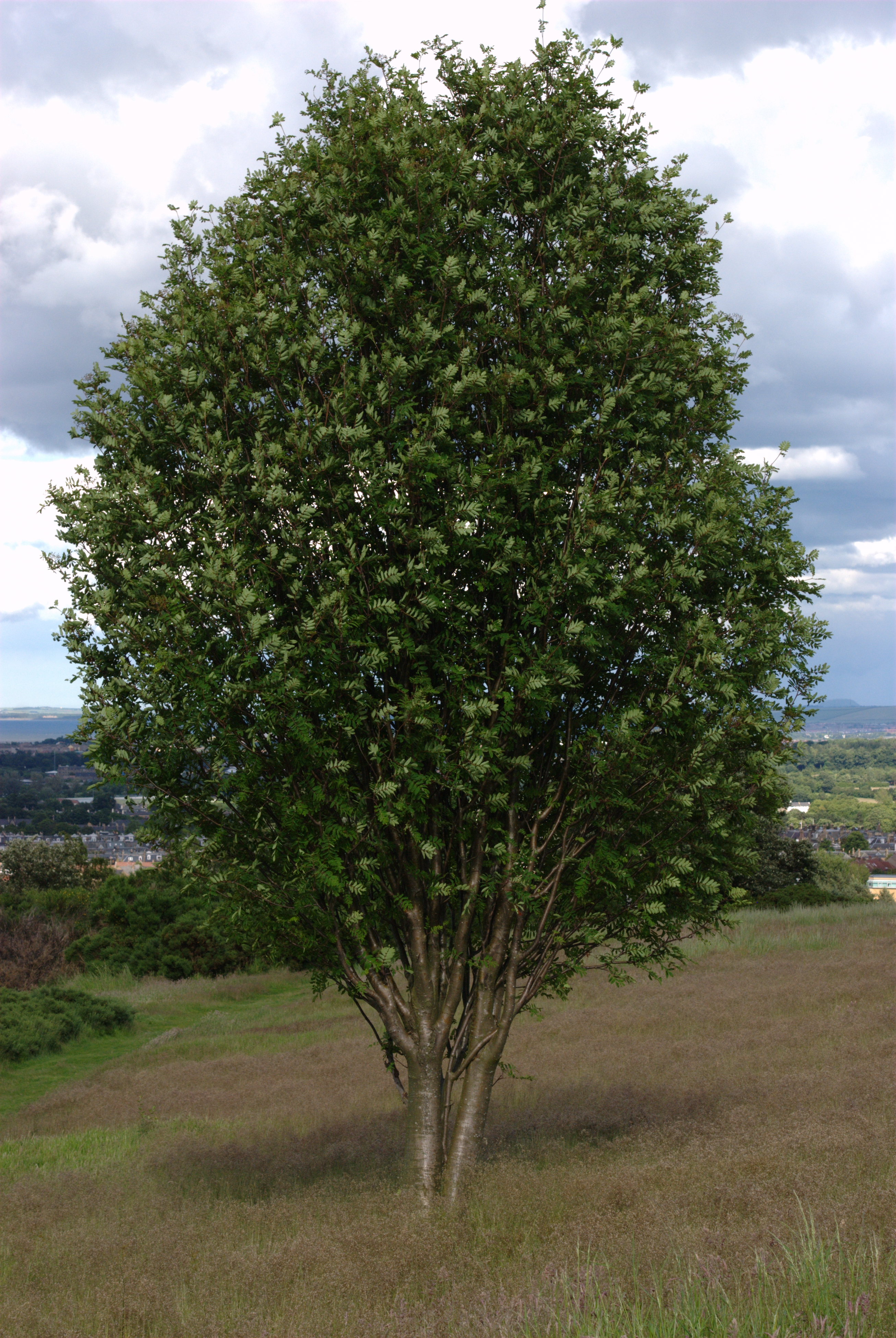